# Almostaim do Cairo
Abu Alfadle Alabas Almostaim Bilá (em árabe: أبو الفضل العباس المستعين بالله; romaniz.: Abu al-Fadhl al-Abbas al-Musta'in bi-llah), melhor conhecido como dito Almostaim Bilá ou somente Almostaim (em árabe: المستعين بالله), foi o décimo califa abássida do Cairo, reinando sob os sultões mamelucos do Egito entre 1406 e 1414. Ele foi o único califa do Cairo a ter algum poder político como sultão do Egito, mesmo que por meros seis meses em 1412. Todos os outros califas abássidas baseados no Cairo, antes e depois dele, eram apenas líderes espirituais destituídos de todos os poderes temporais.

## História
Almostaim era filho de Mutavaquil I com uma concubina turca chamada Bay Khatun. Ele sucedeu ao pai como califa no dia 22 de janeiro de 1406. Naquela época, o papel dos califas abássidas havia sido reduzido a apenas um legitimador do governo dos sultões mamelucos da dinastia Burji através da emissão de certificados de investidura.
Em 1412, Almostaim acompanhou o sultão Faraj em sua campanha pelo Levante contra os amires (governadores) de Alepo e Trípoli. Após uma derrota de Faraj em Lajjun em 25 de abril de 1412, o governo entrou num estado de anarquia. Almostaim foi capturado pelos rebeldes e eles passaram a discutir entre si sobre quem deveria ser o sultão. Incapazes de escolher entre eles, os mamelucos seguiram o conselho do filho de Faraj, Fath Allah, que havia sugerido que apontassem o califa como sultão.
Após ter removido Faraj oficialmente do cargo, Almostaim relutantemente aceitou o sultanato em 7 de maio de 1412. Ele concordou em tomar o posto somente após receber garantias dos mamelucos de que ele iria manter a posição de califa caso fosse deposto do sultanato. Faraj se rendeu, foi sentenciado à morte e acabou executado em 28 de maio. Os reinos mamelucos foram divididos entre Nawruz al-Hafizi, que recebeu as províncias sírias, e Almostaim que retornou para o Egito acompanhado de Xeique Almamudi e Baktamur Djillik. O novo sultão se mudou para sua nova residência na cidadela do Cairo em 12 de julho e rapidamente se envolveu na nomeação e desnomeação de ministros, além de mandar cunhar moedas em seu nome. Estes atos demonstraram claramente sua intenção de governar como sultão, não se contentando em ser uma marionete. Preocupado com este prospecto, Xeique começou a isolar gradualmente Almostaim, tornando-o virtualmente um prisioneiro do estado. A morte de Baktamur Djillik em 15 de setembro acelerou o plano de Xeique para tomar para si o poder, o que se realizou em 6 de novembro, quando ele foi reconhecido como sultão com o nome de "Almuaiade". Após um longo período de hesitação, Almostaim finalmente abdicou do sultanato e foi mantido preso na cidadela. Tendo cumprido seu papel como sultão interino, ele esperava continuar sendo califa, como havia sido o acordo anterior. Porém, ele foi deposto também do califado por Xeique em 9 de março de 1414 e substituído por seu irmão, Almutadide II.
O golpe de Xeique contra Almostaim foi considerado ilegal pela ulama e, por isso, Nawruz al-Hafizi decidiu declarar guerra contra o novo sultão. Temendo o resultado do combate, Xeique enviou Almostaim e os três filhos de Faraj para Alexandria em 29 de janeiro de 1417. De acordo com o historiador do século XV al-Suyuti, Almostaim permaneceu ali até o reinado de Tatar, quando ele foi solto e recebeu permissão para voltar para o Cairo. Porém, ele preferiu permanecer em Alexandria, onde ele recebia uma considerável quantia em dinheiro dos comerciantes locais. Ele morreu lá de peste em 1430 com menos de quarenta anos de idade. Em retrospecto, o breve reinado de Almostaim como sultão é visto como uma tentativa fracassada de se realizar um renascimento abássida. Em 1455, seu irmão, al-Qa'im, também tentou manter-se no poder como sultão e fracassou. Ainda assim, a posição de Almostaim como califa era reconhecida muita além das fronteiras do Egito, com líderes tão distantes como Ghiyasuddin Azam Shah de Bengala enviando-lhe grandes quantias em dinheiro.